# 伊瓦利 (阿拉巴馬州)
伊瓦利（英語：Ivalee）是一個位於美國阿拉巴馬州埃托瓦縣的非建制地區和人口普查指定地區。根據2010年美國人口普查，該地人口為879人。

## 地理
伊瓦利的座標為34°02′04″N 86°08′43″W / 34.03444°N 86.14527°W，而該地最高點為海拔高度180米（即591英尺）。